# Bonnieroperan
Bonnieroperan är en låt som komponerades och framfördes av Fria Proteatern och finns med på deras LP Typerna och draken (1972). Texten är en satir på familjen Bonnier. Låten framfördes också på skivan Om IB på Gamla Riksdagshuset (1973).